# Terceiro Comando
Terceiro Comando, conhecido pela sigla TC, foi uma facção criminosa brasileira, com base no Rio de Janeiro, surgida para se opor ao Comando Vermelho em 1988. A facção foi extinta no início da década de 2000.
o Terceiro Comando assim como o Comando Vermelho pode ter sido criado de uma dissidência de uma das falanges que controlavam a prisão de Ilha Grande, provavelmente a Falange Jacaré  

## História
A história do Terceiro Comando inicia com o criminoso Jorge Zambi, o Pianinho, na década de 80. Até aquele momento, duas facções criminosas guerreavam entre si no estado do Rio de Janeiro; Falange Vermelha e Falange Jacaré. O surgimento de uma outra Falange leva o Terceiro Comando a ser nomeado dessa forma, um ''Terceiro Comando'' que surge nas penitenciárias cariocas, segundo jornais da época. 
A área de atuação de Jorge Zambi, o Pianinho, era a Vila Aliança, na Zona Oeste do Rio. Ele era um ex-integrante da Falange Vermelha. 
Alguns dos líderes do Terceiro Comando nos anos 80 e 90 eram integrantes que foram expulsos ou afastados da Falange Vermelha. Dentre eles, alguns dos líderes; Cy de Acari, Jorge Luís do Acari, Celsinho da Vila Vintém, Pitoco da Vila Aliança (este considerado o braço direito de Pianinho).
Um importante líder do Terceiro Comando na época era o criminoso Zaca, um ex-PM carioca acusado de comandar o tráfico no Morro Santa Marta, Zona Sul carioca.  Zaca foi o protagonista da considerada ''primeira grande guerra'' dos morros cariocas envolvendo duas facções criminosas rivais. No ano de 1987, Zaca entrou em confronto com o criminoso Cabeludo, um integrante do Comando Vermelho. Cabeludo tentava tomar os pontos de drogas comandados por Zaca no Santa Marta. 
Com a criação da facção ADA (Amigos dos Amigos), em 1994, ambas às organizações firmam uma aliança.
Em 2002, surgiu uma dissidência, o Terceiro Comando Puro, liderada pelo traficante Facão e Robinho Pinga.
Em Setembro de 2002, Luiz Fernando da Costa, o Fernandinho Beira-Mar, um dos líderes do Comando Vermelho, articulou uma rebelião no presídio de Bangu I, em que foram executados os principais líderes do TC/ADA, dentre eles o traficante Ernaldo Pinto Medeiros, o Uê, Robertinho do Adeus e o Orelha. O fato de Celsinho da Vila Vintém, um dos líderes do ADA, ficar vivo, gerou uma confusão interna na facção, onde até acusaram o Celsinho de traição. Esse fato gerou a divisão entre TC e ADA. Após esse fato, traficantes que eram do ADA e tinham uma certa ligação com o criminoso Linho,permaneceram no ADA. Já outros, cooptados pelo Facão, Robinho Pinga e Matemático, optaram por permanecer no Terceiro Comando, desta vez adicionando o nome ''Puro'' na facção.